# Harry Schell
Harry Schell (ur. 29 czerwca 1921 w Paryżu, zm. 13 maja 1960 na torze Silverstone w Anglii) – amerykański kierowca wyścigowy.
Pochodził z rodziny zawodowych kierowców. Jego rodzice Laury Schell i Lucie O’Reilly Schell także byli kierowcami wyścigowymi. Matka brała udział przed II wojną światową w wielu wyścigach, pracując również dla stajni Delahaye. Harry Schell zadebiutował na Indianapolis w 1940 roku. W czasie wojny został wysłany do amerykańskiego lotnictwa.
Po wojnie najpierw ścigał się w Formule 2, a potem przeszedł do Formuły 1, gdzie między 1950 a 1960 ukończył 56 wyścigów. Pierwszy raz wystąpił na GP Monaco w 1950. Startował w zespołach Maserati, Gordini, Ferrari. Pierwsze punkty zdobył podczas GP Belgii w 1956 w zespole Vanwall. W sezonie 1957 startował u boku Fangio na Maserati i w wyścigu o Grand Prix Pescary uzyskał 3. miejsce. W sezonach 1958 i 1959 należał do zespołu BRM. Najlepszy wynik, tj. drugie miejsce na podium, uzyskał w GP Holandii w 1958. Mimo iż nie zaliczał się do czołowych kierowców swoich czasów, ze względu na styl bycia i francusko – amerykańskie pochodzenie był lubiany przez publiczność.
Przy końcu 1959 przeszedł do stajni Coppera. W 1960 zdążył zaliczyć wyścig GP Argentyny, a potem zginął w wypadku w czasie treningu na torze Silverstone, gdy prowadzony przez niego bolid wypadł z toru na mokrej nawierzchni.

## Wyniki

### Formuła 1
| Legenda oznaczeń w tabelach wyników Wyświetl szablon na nowej stronie | Legenda oznaczeń w tabelach wyników Wyświetl szablon na nowej stronie                                                                     |
| Oznaczenie                                                            | Wyjaśnienie |
| --------------------------------------------------------------------- | --- |
| Złoty                                                                 | Zwycięzca lub mistrzostwo |
| Srebrny                                                               | 2. miejsce lub wicemistrzostwo |
| Brązowy                                                               | 3. miejsce lub II wicemistrzostwo |
| Zielony                                                               | Ukończył, punktował (w klasyfikacji generalnej, gdy zdobył co najmniej jeden punkt na przestrzeni sezonu, poza trzema powyższymi opcjami) |
| Niebieski                                                             | Ukończył, nie punktował (w klasyfikacji generalnej, gdy nie zdobył co najmniej jednego punktu na przestrzeni sezonu)                      |
| Czerwony                                                              | Nie zakwalifikował się (NZ) |
| Czerwony                                                              | Nie prekwalifikował się (NPK) |
| Różowy                                                                | Nie ukończył (NU) |
| Różowy                                                                | Niesklasyfikowany (NS) (w klasyfikacji generalnej, gdy nie został sklasyfikowany w żadnym wyścigu sezonu)                                 |
| Czarny                                                                | Zdyskwalifikowany (DK) |
| Czarny                                                                | Wykluczony (WYK/EX) |
| Biały                                                                 | Nie wystartował (NW) |
| Biały                                                                 | Kontuzjowany (K/INJ) |
| Biały                                                                 | Wyścig odwołany (OD/C) |
| Bez koloru                                                            | Został wycofany (WYC/WD) |
| Bez koloru                                                            | Nie przybył (NP/DNA) |
| Bez koloru                                                            | Nie brał udziału w treningach (NT/DNP) |
| Bez koloru                                                            | Nie został zgłoszony (–) |
| Pogrubienie                                                           | Start z pole position |
| Kursywa                                                               | Najszybsze okrążenie wyścigu |
| †                                                                     | Nie ukończył, ale jego rezultat został zaliczony ze względu na przejechanie więcej niż 90% dystansu wyścigu.                              |
| *                                                                     | Sezon w trakcie |
| 1/2/3                                                                 | Punktowana pozycja w sprincie kwalifikacyjnym                                                                                             |
| Lista systemów punktacji Formuły 1                                    | |

| Rok  | Zespół                         | Samochód         | Wyniki w poszczególnych eliminacjach | Wyniki w poszczególnych eliminacjach | Wyniki w poszczególnych eliminacjach | Wyniki w poszczególnych eliminacjach | Wyniki w poszczególnych eliminacjach | Wyniki w poszczególnych eliminacjach | Wyniki w poszczególnych eliminacjach | Wyniki w poszczególnych eliminacjach | Wyniki w poszczególnych eliminacjach | Wyniki w poszczególnych eliminacjach | Wyniki w poszczególnych eliminacjach | Pkt. | Msc. |
| ---- | ------------------------------ | ---------------- | ------------------------------------ | ------------------------------------ | ------------------------------------ | ------------------------------------ | ------------------------------------ | ------------------------------------ | ------------------------------------ | ------------------------------------ | ------------------------------------ | ------------------------------------ | ------------------------------------ | ---- | ---- |
| 1950 | Horschell Racing Corporatation | Cooper T12       | GBR                                  | MCO                                  | USA                                  | SUI                                  | BEL                                  | FRA                                  | ITA                                  |                                      |                                      |                                      |                                      | 0    | NS   |
| 1950 | Horschell Racing Corporatation | Cooper T12       | –                                    | NU                                   | –                                    | –                                    | –                                    | –                                    | –                                    |                                      |                                      |                                      |                                      | 0    | NS   |
| 1950 | Ecurie Bleue                   | Talbot-Lago T26C | –                                    | –                                    | –                                    | 8                                    | –                                    | –                                    | –                                    |                                      |                                      |                                      |                                      | 0    | NS   |
| 1951 | Enrico Platé                   | Maserati 4CLT    | SUI                                  | USA                                  | BEL                                  | FRA                                  | GBR                                  | DEU                                  | ITA                                  | ESP                                  |                                      |                                      |                                      | 0    | NS   |
| 1951 | Enrico Platé                   | Maserati 4CLT    | 12                                   | –                                    | –                                    | NU                                   | –                                    | –                                    | –                                    | –                                    |                                      |                                      |                                      | 0    | NS   |
| 1952 | Enrico Platé                   | Maserati 4CLT    | SUI                                  | USA                                  | BEL                                  | FRA                                  | GBR                                  | DEU                                  | NED                                  | ITA                                  |                                      |                                      |                                      | 0    | NS   |
| 1952 | Enrico Platé                   | Maserati 4CLT    | NU                                   | –                                    | –                                    | NU                                   | 17                                   | –                                    | –                                    | –                                    |                                      |                                      |                                      | 0    | NS   |
| 1953 | Equipe Gordini                 | Gordini T16      | ARG                                  | USA                                  | NED                                  | BEL                                  | FRA                                  | GBR                                  | DEU                                  | SUI                                  | ITA                                  |                                      |                                      | 0    | NS   |
| 1953 | Equipe Gordini                 | Gordini T16      | 7                                    | –                                    | NU                                   | 7                                    | NU                                   | NU                                   | NU                                   | –                                    | 9                                    |                                      |                                      | 0    | NS   |
| 1954 | Harry Schell                   | Maserati A6GCM   | ARG                                  | USA                                  | BEL                                  | FRA                                  | GBR                                  | DEU                                  | SUI                                  | ITA                                  | ESP                                  |                                      |                                      | 0    | NS   |
| 1954 | Harry Schell                   | Maserati A6GCM   | 6                                    | –                                    | –                                    | NU                                   | 12                                   | 7                                    | –                                    | –                                    | –                                    |                                      |                                      | 0    | NS   |
| 1954 | Officine Alfieri Maserati      | Maserati 250F    | –                                    | –                                    | –                                    | –                                    | –                                    | –                                    | NU                                   | –                                    | –                                    |                                      |                                      | 0    | NS   |
| 1954 | Harry Schell                   | Maserati 250F    | –                                    | –                                    | –                                    | –                                    | –                                    | –                                    | –                                    | –                                    | NU                                   |                                      |                                      | 0    | NS   |
| 1955 | Officine Alfieri Maserati      | Maserati 250F    | ARG                                  | MCO                                  | USA                                  | BEL                                  | NED                                  | GBR                                  | ITA                                  |                                      |                                      |                                      |                                      | 0    | NS   |
| 1955 | Officine Alfieri Maserati      | Maserati 250F    | 6+7                                  | –                                    | –                                    | –                                    | –                                    | –                                    | –                                    |                                      |                                      |                                      |                                      | 0    | NS   |
| 1955 | Scuderia Ferrari               | Ferrari 555      | –                                    | NU                                   | –                                    | NW                                   | –                                    | –                                    | –                                    |                                      |                                      |                                      |                                      | 0    | NS   |
| 1955 | Vandervell Products            | Vanwall VW55     | –                                    | –                                    | –                                    | –                                    | –                                    | 9                                    | NU                                   |                                      |                                      |                                      |                                      | 0    | NS   |
| 1956 | Vandervell Products            | Vanwall VW2      | ARG                                  | MCO                                  | USA                                  | BEL                                  | FRA                                  | GBR                                  | DEU                                  | ITA                                  |                                      |                                      |                                      | 3    | 17   |
| 1956 | Vandervell Products            | Vanwall VW2      | –                                    | NU                                   | –                                    | 4                                    | 10                                   | NU                                   | –                                    | NU                                   |                                      |                                      |                                      | 3    | 17   |
| 1956 | Scuderia Centro Sud            | Maserati 250F    | –                                    | –                                    | –                                    | –                                    | –                                    | –                                    | NU                                   | –                                    |                                      |                                      |                                      | 3    | 17   |
| 1957 | Scuderia Centro Sud            | Maserati 250F    | ARG                                  | MCO                                  | USA                                  | FRA                                  | GBR                                  | DEU                                  | PES                                  | ITA                                  |                                      |                                      |                                      | 10   | 7    |
| 1957 | Scuderia Centro Sud            | Maserati 250F    | 4                                    | –                                    | –                                    | –                                    | –                                    | –                                    | –                                    | –                                    |                                      |                                      |                                      | 10   | 7    |
| 1957 | Officine Alfieri Maserati      | Maserati 250F    | –                                    | NU                                   | –                                    | 5                                    | NU                                   | 7                                    | 3                                    | 5                                    |                                      |                                      |                                      | 10   | 7    |
| 1958 | Ecurie Bonnier                 | Maserati 250F    | ARG                                  | MCO                                  | NED                                  | USA                                  | BEL                                  | FRA                                  | GBR                                  | DEU                                  | PRT                                  | ITA                                  | MAR                                  | 14   | 6    |
| 1958 | Ecurie Bonnier                 | Maserati 250F    | 6                                    | –                                    | –                                    | –                                    | –                                    | –                                    | –                                    | –                                    | –                                    | –                                    | –                                    | 14   | 6    |
| 1958 | Owen Racing Organisation       | BRM P25          | –                                    | 5                                    | 2                                    | –                                    | 5                                    | NU                                   | 5                                    | NU                                   | 6                                    | NU                                   | 5                                    | 14   | 6    |
| 1959 | Owen Racing Organisation       | BRM P25          | MCO                                  | USA                                  | NED                                  | FRA                                  | GBR                                  | DEU                                  | PRT                                  | ITA                                  | USA                                  |                                      |                                      | 5    | 13   |
| 1959 | Owen Racing Organisation       | BRM P25          | NU                                   | –                                    | NU                                   | 7                                    | 4                                    | 7                                    | 5                                    | 7                                    | –                                    |                                      |                                      | 5    | 13   |
| 1959 | Ecurie Bleue                   | Cooper T51       | –                                    | –                                    | –                                    | –                                    | –                                    | –                                    | –                                    | –                                    | NU                                   |                                      |                                      | 5    | 13   |
| 1960 | Ecurie Bleue                   | Cooper T51       | ARG                                  | MCO                                  | USA                                  | NED                                  | BEL                                  | FRA                                  | GBR                                  | PRT                                  | ITA                                  | USA                                  |                                      | 0    | NS   |
| 1960 | Ecurie Bleue                   | Cooper T51       | NU                                   | –                                    | –                                    | –                                    | –                                    | –                                    | –                                    | –                                    | –                                    | –                                    |                                      | 0    | NS   |

Uwagi
1. 1 2 3 4 5 6 7  Bolid współdzielony. Przyznana została tylko połowa punktów.